# Opération Maquis blanc
L’opération Maquis blanc consistait, après les défaites des armées nazies, en la création en France de maquis formés d'ex-miliciens, afin de lutter contre les troupes anglo-américaines, l'institution républicaine et les communistes. L'opération n'a été qu’anecdotique dans le déroulement de la Seconde Guerre mondiale.

## Préambule
À l'automne 1944, les chefs miliciens et vichystes réfugiés en Allemagne, en particulier à Sigmaringen, entreprennent activement, avec leurs amis nazis, de créer une lutte clandestine, en créant des maquis miliciens en France.
Le but est de défendre les principes de la Révolution nationale vichyste en s'opposant aux troupes anglo-américaines, aux communistes français, et au régime républicain rétabli par le Gouvernement provisoire de la République française depuis juin 1944.
Ils cherchent à recruter, dans ce réduit allemand, de nouveaux adhérents, en particulier dans les camps de travailleurs, de prisonniers, etc.
L’opération Maquis blanc consiste à parachuter des agitateurs politiques, qui, le moment venu, sèmeront la panique et prépareront, soit de futurs maquis, soit des agents de renseignement qui pourront s'infiltrer plus facilement que les agents allemands.

## Opérations
On trouve peu de récits sur cette opération. On sait seulement que les miliciens sont aidés par l'Abwehr, qui les forme dans des écoles de sabotage allemandes dans le but, non avoué, de former des agents étrangers à sa solde.
Selon les dires de Joseph Darnand, seuls quatre ou cinq miliciens ont été effectivement parachutés. On trouve aux Archives nationales des documents pour au moins neuf, plus probablement quinze miliciens œuvrant par groupes de trois.
On ne trouve des informations que sur deux parachutages dans le département de la Corrèze, ainsi que sur l’existence d’un maquis blanc dans le département de la Loire qui reste à démontrer.

## Parachutage du 15 décembre 1944
En Corrèze, dans la nuit du 15 décembre 1944, une forteresse volante américaine capturée par les Allemands, volant bas, survole le plateau des Étangs de Clergoux à Gimel, et largue onze parachutistes dans des champs près de Pouymans-Haut, Caux et le Mons.
Au matin, des individus inconnus qui cheminent sur des routes attirent l’attention des habitants. Autour des parachutes abandonnés, on découvre des armes, des habits, un poste émetteur. On suppose rapidement que ce sont des agents nazis ou des miliciens qui préparent un coup de force. Ils sont  arrêtés l’un après l'autre par les résistants et les gendarmes avertis par les habitants.
À la gare de Corrèze, un milicien se suicide au cyanure, un autre est arrêté en plein bourg de Clergoux. On découvre sur eux de l’argent en quantité. Leur interrogatoire permet de découvrir qu’ils sont tous Français et que leur chef est un nommé Louis Pasthier, originaire de la Haute-Vienne.

## Parachutage du7 janvier 1945
Dans la nuit du 7 janvier 1945, nouvelle alerte aux alentours de Lagraulière, toujours en Corrèze, où avaient lieu des parachutages d’armes en 1943. Cette fois, l'avion est un Dakota, qui largue trois hommes seulement. L’alerte est immédiatement donnée, et l’armée et les FFI envoient des escouades à partir de Tulle et de Brive, aidées par des gendarmes et des paysans en armes qui ratissent ensemble la région.
Le premier agent, Georges Rouchouze, un milicien, originaire de Firminy, dans la Loire, est rapidement retrouvé, à Lagraulière, porteur d'une forte somme. Le second est pris un peu plus tard en Haute-Vienne et le troisième capturé par la suite.
Le 10 janvier 1945, Rouchouze est condamné à 20 ans de travaux forcés. Il est finalement libéré au bout de 5 ans et décédera après 1995.

## Réalité ou intox?
Certaines affirmations sont à relativiser. Darnand ne parle que de quatre ou cinq miliciens effectivement parachutés. Ces affirmations peuvent être contestables : il n’en demeure pas moins que certaines allégations demeurent sujettes à caution ou exagérées.
Les journaux annoncent[Quand ?] qu’une centaine de miliciens ou de membres du PPF ont été parachutés en France, à partir du Reich, dans des opérations montées avec les nazis par les chefs miliciens. On peut en compter dix de plus si l'on tient compte du petit avion du Kampfgeschwader 200 qui s’est écrasé au décollage. Dans le Forez, un maquis blanc, notamment à Chambles, aurait fonctionné et causé des incidents jusqu’en 1947.

## Bilan
L’opération Maquis blanc se solde par un échec.
Il semble très probable que la commission gouvernementale de Sigmaringen ait été espionnée par des agents alliés, car on note la présence d’au moins un émissaire des Renseignements généraux dans cette commission.